# تدراكلوت (سيدي عياد)
تدراكلوت هي إحدى مشيخات المملكة المغربية، تتبع جغرافيا لإقليم ميدلت وإداريًا لسيدي عياد. يقدر عدد سكانها بـ 3230 نسمة حسب الإحصاء الرسمي للسكان والسكنى لسنة 2004.